# Monumento a Sucre
El Monumento al Mariscal Antonio José de Sucre es un monumento ubicado en la ciudad de Guayaquil, Ecuador, diseñado por el italiano Augusto Faggionni Vannuncci, e inaugurado el 8 de octubre de 1911, con el propósito de celebrar la memoria del Mariscal Antonio José de Sucre. Está ubicado en las calles Pichincha y Clemente Ballén, en el centro de la Plaza de la Administración de la ciudad.

## Historia
El monumento nace de la idea propuesta en el Diario Los Andes el día 3 de febrero de 1887, que planteaba la erección de la estatua en honor al Mariscal de la Batalla de Ayacucho. 21 años después, en 1908, el Comité Pro Monumento al General Sucre se encargaba de la realización de la obra. Este comité fue conformado por Pedro Carbo, Luis Vernaza, Alfredo Baquerizo Moreno, Emilio Clemente Huerta, entre otros.
El costo de esta obra fue recaudado de los vecinos que donaban el importe monetario.
Fue originalmente ubicada en la anteriormente llamada Plaza Sucre, un pequeño solar que quedaba detrás de la antigua Casa Consistorial que fue abandonado luego de su incendio, y que en esos últimos años correspondía a un pequeño parque que era delimitado por el Palacio de la Gobernación del Guayas y el Palacio Municipal de Guayaquil desde su inauguración hasta el año 2004, donde fue trasladada unos metros para ocupar el centro de la Plaza de la Administración, y ahora en dicho lugar le reemplaza el Monumento a la Fragua de Vulcano.

## Descripción
La estatua a Sucre se levanta sobre un pedestal cuya base inferior es de mármol y la segunda de granito. En su frente, en el pedestal, tiene un relieve que conmemora a la Batalla del Pichincha, donde también se pueden apreciar las figuras del general José María Córdova, y el teniente Abdón Calderón. Sucre aparece vestido con el uniforme militar de la época, con una espada en su cinto y un catalejo. Mide 8,50 metros, y en su base tiene dos placas de bronce a los costados, y al frente el Escudo del Ecuador. Bajo el escudo, se lee la frase: "A Sucre - Guayaquil".